# 查米纳塔门
查米纳塔门，建成于公元1591年，是位于印度泰倫加納邦首府海德拉巴的一个清真寺，也是印度著名的文化古迹。這座清真寺已成为印度海德拉巴市的標誌。
查米纳塔门位于穆西河的东岸 ，在西北方有一个拉德市场，而在其正西方有一座用花岗岩搭建的雕梁画栋的麦加清真寺。而塔内的每一层也是一个大广场。
查米纳塔门的英文名稱Charminar是由两个乌尔都语单词“Chār”和“Minar”结合、翻译而成的，乃“四座塔”的意思，而“四”在伊斯兰教有很重要的意义。这四座同等高度的塔都拥有着华丽的塔尖，并且与寺庙是连为一体的，由下方的四个巨大的拱门支撑起来。

## 传闻
对于寺庙的文献记载，现负责该寺庙的印度考古调查局表示：“现在有很多种研究和学说，在探讨查米纳塔门被建造的原因。然而，查米纳塔门修建在当时的市中心这一点是人们所公认的，之所以被建在市中心，是因为人们要庆祝当时肆虐的瘟疫被彻底消灭。”16世紀末，当时统治该地的邦王－库塔沙，为吞噬城市的瘟疫的消灭，深深地祷告，并起誓要在他做祷告的地方修建一座清真寺。但根据17世纪一位叫Jean de Thévenot的法国人以波斯语文献记载和补充的陈述，查米纳塔门修建于公元1591年，修建的目的是庆祝第二个伊斯兰千禧年的到来（伊斯兰历1000年），當年伊斯兰世界普天同庆，库塔沙认为海德拉巴这座城是個庆祝节日的好地方，于是在1591年修建了查米纳塔门:17-19 。
统治者库塔沙在为查米纳塔门奠基时，用空行母骈文做祷告，念诵经文，内容如下：
| 空行母乌尔都语                                             | 罗马乌尔都语                                                            | 英语译文                                                                          | 中文译文                                    |
| میرا شہر لوگوں سے مامور کر راكهيو جوتو دريا میں مچھلی جيسے | Mera shahr logon so mamoor kar Rakhya joon tu darya main machli jaise:4 | Fill this my city with people as, Thou hast filled the river with fishs O Lord.:4 | 夫以黎僧填吾邑， 是如尔以游鱼填江湖，主呵！ |